# 勐焕街道
勐焕街道，是中华人民共和国云南省德宏傣族景颇族自治州芒市下辖的一个街道办事处，其辖境为芒市主城区。2020年普查，勐焕街道有157,376人。

## 历史
勐焕街道原是芒市镇的一部分，2008年4月18日，芒市主城区的8个社区划出成立勐焕街道办事处。

## 行政区划
勐焕街道下辖以下地区：
西南里社区、东北里社区、团结社区、新村社区、锦华社区、建国社区、丙午社区、三棵树社区、胶林社区、丙门社区、城西社区、城南社区、城北社区、南蚌社区、营水社区、锦绣社区、河东社区、南喊社区、文欣社区、勐垅沙社区、双塔社区、双拥社区、花园社区、阳光社区、三象社区、和润社区、湖畔社区、起航社区、滨河社区。